# لایزرژیک اسید
لایزرژیک اسید (به انگلیسی: Lysergic acid) یک پیش‌ماده برای تولید طیف وسیعی از آلکالوئیدهای ارگولین است که توسط قارچ‌های ناخنک غلات (ارگوت) تولید می‌شوند و همچنین در دانه‌های رز چوبین هاوایی و نیلوفر پیچ و گونه‌های مشابه یافت می‌شود.
آمیدهای آنها یعنی لایزرژآمیدها به‌صورت وسیعی به عنوان داروی شیمیایی و ترکیبات روان‌گردان مانند ال‌اس‌دی به‌کار می‌روند.
نام لایزرژیک اسید از لایز (به‌معنای شکافت) و قارچ ارگوت گرفته شده‌است.